# Ovolactovegetarianisme

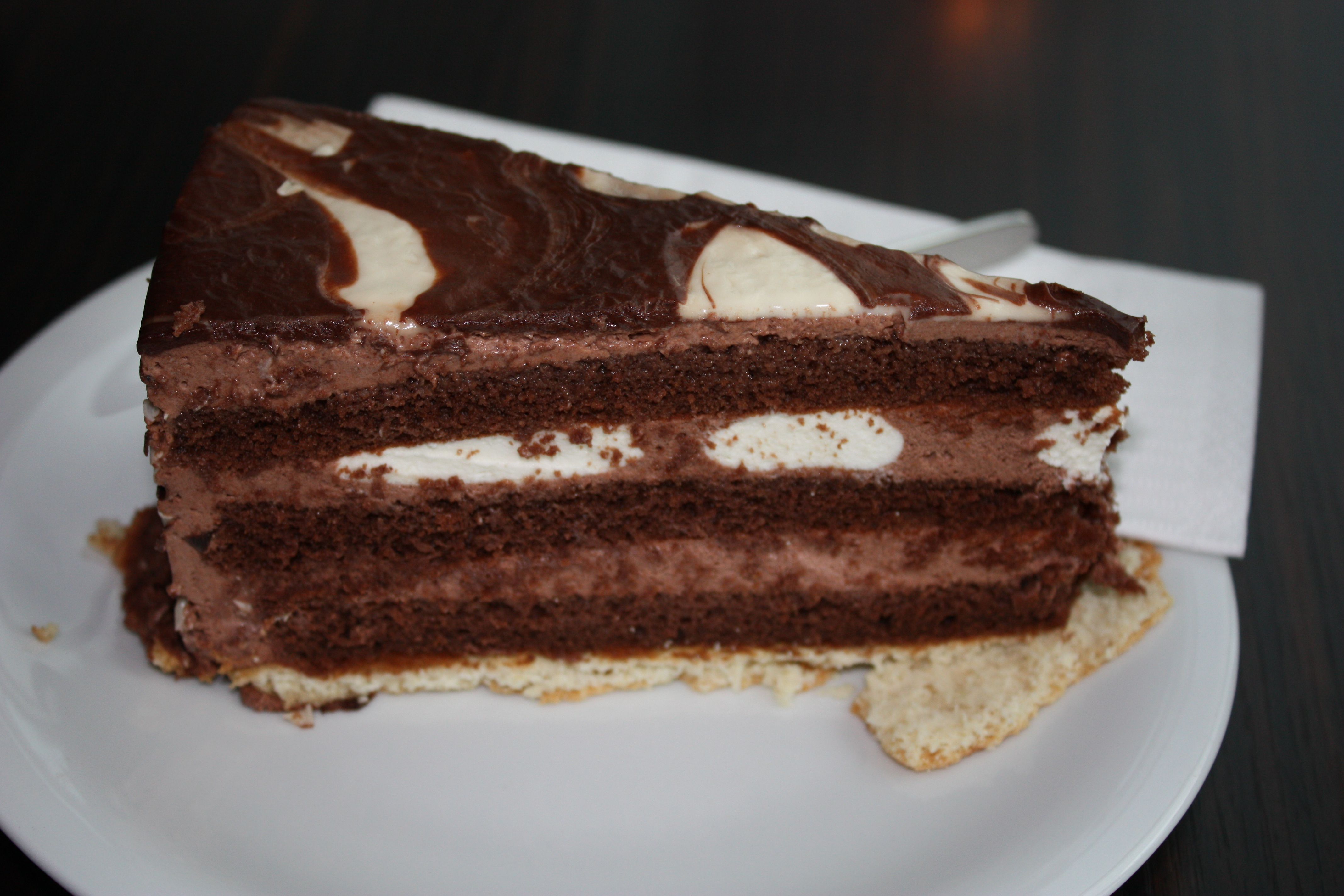
Un ovolactovegetarià pot menjar un pastís fet amb ous, llet, nata i mantega, per exemple

L'ovolactovegetarianisme és una pràctica alimentària, variant de la dieta vegetariana, en què només es consumeixen, com a productes d'origen animal, lactis i ous.
Aquesta és la varietat de vegetarianisme més freqüent al món occidental, on sovint és anomenada senzillament com a "vegetarianisme", ja que si no s'especifica més hom entén que és aquesta varietat concreta. També ho són alguns hinduistes.